# کامیل کولا
کامیل کولا (لهستانی: Kamil Kula؛ ‏ زادهٔ ۱ ژوئن ۱۹۸۹) بازیگر اهل لهستان است.
از فیلم‌ها یا مجموعه‌های تلویزیونی که وی در آن‌ها نقش داشته است، می‌توان به سیاره مجرد، دوستان، در خوشی و سختی، جک استرانگ، پدر متیو و هتل ۵۲ اشاره نمود.